# Gomphi
Gomphi (en Grac ancien : Γόμφοι), est une ville de la Grèce antique en Thessalie dans l'Histiéotide. 

## Géographie
Située près des sources du Pénée, elle est identifiée à l'actuelle Kalambaka. 

## Histoire
Sa position en faisait un lieu important car elle gardait deux des principaux cols dans des plaines thessaliennes, celui de Musáki, distant de trois kilomètres à la sortie de Dolopie, et le col de Portes, à une distance de six kilomètres, qui menait à Athamanie, et à travers cette province à Ambracie,. 
Dans la guerre contre Philippe V de Macédoine, Amynandre d'Athamanie, roi des Athamanes, avec le consul romain Titus Quinctius Flamininus, descend du col d'Athamanie, prend Pheca (en), une ville située entre le col et Gomphi, puis Gomphi elle-même (198 avant J.C.). La possession de cet endroit est d'une grande importance pour Flamininus car elle lui assure une communication avec le golfe Ambracique, d'où il tire ses approvisionnements. La route de Gomphi à Ambracie est décrite par Tite-Live comme très courte mais extrêmement difficile. La prise de Gomphi est suivie de la reddition des villes d'Argenta, Pherinum, Thimarum, Lisinae, Stimo et Lampsus, dont la position est assez incertaine. Quand Athamanie se révolte contre Philippe en - 189, celui-ci marche sur le pays par le passage de Gomphi mais est obligé de se retirer avec de lourdes pertes. Il n'est pas douteux que c'est par la même route que le consul romain Quintus Marcius Philippus marche d'Ambracie en Thessalie en - 169.
Dans la campagne entre Jules César et Pompée en 48 avant J-C., les habitants de Gomphi, ayant entendu parler de la défaite de César à Dyrrhachium, lui ferment leurs portes lorsqu'il pénètre à Gomphie par Aeginium (en) mais César prend la place d'assaut en quelques heures. Dans son récit de ces événements, César décrit Gomphi comme « la première ville de Thessalie de ceux venant de l'Épire ». 
L'auteur byzantin Hiéroclès note que Gomphi devient ensuite un évêché puis un siège titulaire de l'Église catholique romaine.